# Falkowicze
Falkowicze (biał. Фалькавічы, Falkawiczy; ros. Фальковичи, Falkowiczi) – wieś na Białorusi, w obwodzie grodzieńskim, w rejonie lidzkim, w sielsowiecie Tarnowszczyzna, przy drodze republikańskiej R11.

## Historia
W dwudziestoleciu międzywojennym leżały w Polsce, w województwie nowogródzkim, w powiecie lidzkim. Do 11 kwietnia 1929 w gminie Honczary, a po jej zniesieniu w gminie Bielica. W 1921 miejscowość liczyła 213 mieszkańców, zamieszkałych w 43 budynkach, wyłącznie Polaków. 207 mieszkańców było wyznania rzymskokatolickiego i 6 prawosławnego.
Po II wojnie światowej w granicach Związku Sowieckiego. Od 1991 w niepodległej Białorusi.